# Petäjäsaaret (ö i Päijänne-Tavastland)
Petäjäsaaret är en ö i Finland. Den ligger i sjön Päijänne och i kommunen Padasjoki i den ekonomiska regionen  Lahtis ekonomiska region  och landskapet Päijänne-Tavastland, i den södra delen av landet, 130 km norr om huvudstaden Helsingfors. Öns area är 13,8 hektar och dess största längd är 0,7 kilometer i sydöst-nordvästlig riktning.  Notera att namnet antyder att det är fråga om flera öar.